# Бер, Вольфганг де
Вольфганг «Тедди» де Бер (нем. Wolfgang de Beer; 2 января 1964, Динслакен, Северный Рейн-Вестфалия — 30 декабря 2024) — немецкий футболист, вратарь. 16 лет был тренером вратарей клуба «Боруссия Дортмунд».

## Карьера

### Ранняя карьера
Вольфганг де Бер начал играть в футбол с «Ян Хисфельд». Благодаря приобретённым навыкам в 1978 году он получил место в молодёжной команде «Дуйсбурга». Он дебютировал в лиге ещё будучи несовершеннолетним, в 33-м туре 1981/82 сезона. Де Бер получил хорошие отзывы, несмотря на поражение со счётом 1:5 от «Вердера». В следующем сезоне де Бер получил хорошую возможность проявить себя в команде, так как клуб не желал продлевать контракты с резервными вратарями Вольфгангом Шрайнером и Ульрихом Фуксом.
В 1983/84 сезоне он, наконец, закрепился в основном составе и сразу же был вызван в молодёжную сборную ФРГ. Он провёл один матч за команду против СССР, он был единственным игроком сборной из второго дивизиона. Однако это была его первая и последняя игра на международной арене. В 1983/84 сезоне «Дуйсбург» боролся за повышение в Бундеслигу, но в первом матче плей-офф за повышение его команда была разгромлена «Айнтрахт Франкфурт» со счётом 5:0. Более того, по итогам 1985/86 сезона клуб занял последнее место в лиге, пропустив 86 голов.

### «Боруссия Дортмунд»
Де Бер покинул свой клуб, перейдя в «Боруссия Дортмунд». Там он стал дублёром Ролфа Мейера, который позже перешёл в «Штутгарт». Благодаря травме Мейера в предсезонной игре де Бер получил возможность проявить себя и вскоре стал любимцем публики. В своём первом матче он играл против «Баварии» и оставил свои ворота «сухими». Он играл хорошо и в других матчах, за что удостоился похвалы. В это время он также получил от своих товарищей по команде прозвище «Тедди».
4 ноября 1987 года в матче Кубка УЕФА против «Вележа» де Бер снова подтвердил свой класс, сделав несколько сейвов и даже отбив пенальти. Таким образом он обеспечил команде место в плей-офф. В течение следующих нескольких лет де Бер демонстрировал хорошую игру, однако всё сильнее стало проявляться его слабое место — игра в штрафной площади.
Первый титул в своей карьере де Бер завоевал 24 июня 1989 года, в финале кубка Германии со счётом 4:1 был обыгран «Вердер». В это время де Бер по-прежнему надеялся на вызов в национальную сборную, но так его и не получил.
Перед началом сезона 1990/91 вратарь молодёжной сборной Штефан Клос впервые стал серьёзным конкурентом для де Бера. И после поражения «Боруссии» от «Штутгарта» в 18 туре с разгромным счётом 7:0 де Бер подвергся критике со стороны прессы. После другой неудачной игры, завершившейся поражением от «Айнтрахта» со счётом 0:3, де Бер выпал из основного состава. Две недели спустя он вернулся в ворота, но получил серьёзный удар по своей репутации.
В следующем сезоне де Бер потерял место в основе после двух неудачных игр против «Ганновер 96» в финале кубка Германии. Перед сезоном 1992/93 де Бер надеялся сохранить своё место в составе. Однако он не смог сделать это, так как Клос превосходил его в навыках. 25 марта 1993 года конкуренция подошла к своей кульминации, когда де Бер сломал большеберцовую и малоберцовую кости, в итоге он на девять месяцев был отстранён от тренировок. Среди его самых больших успехов в дополнение к победе в кубке 1989 года был чемпионский титул и победа в Лиге чемпионов (в финале де Бер не играл). Он получал предложения от других клубов, но отвечал отказом и остался с «Боруссией», которая продлила контракт, несмотря на травмы.
Даже после ухода Клоса в «Рейнджерс» де Бер остался резервным вратарём, дублируя Йенса Леманна. Тем не менее, болельщики продолжали почитать его.
После серьёзной травмы колена де Бер закончил свою игровую карьеру по окончании сезона 2000/01.
Вольфганг де Бер умер 30 декабря 2024 года, не дожив три дня до 61-летия.